# Caleta Lo Rojas

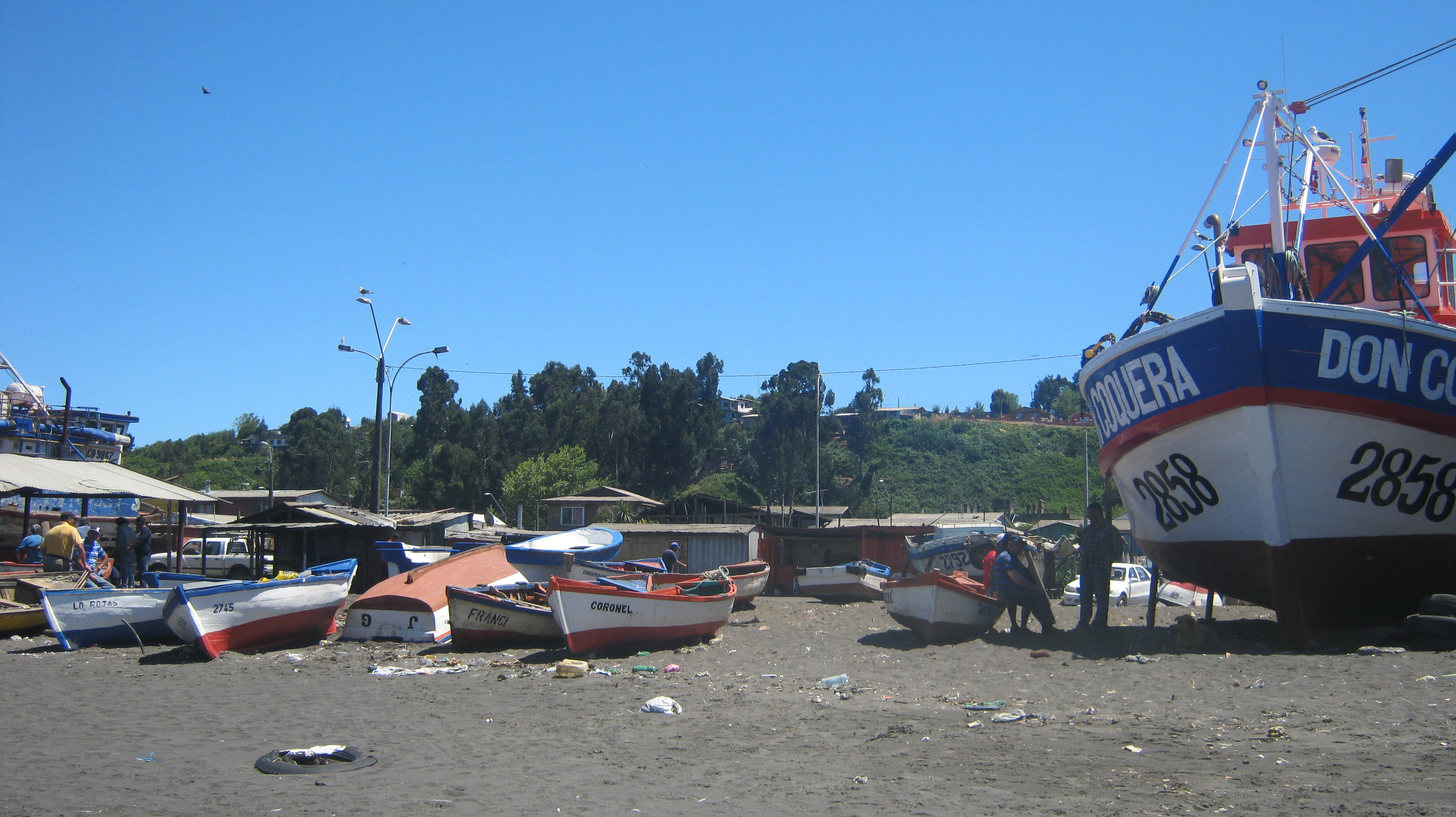
Vista de caleta Lo Rojas en 2015

Lo Rojas es una caleta de pescadores de la Zona Centro-Sur de Chile ubicada en la comuna de Coronel, Región del Biobío. Se encuentra situada en el suroeste de la ciudad de Coronel, en la sección norte de la bahía homónima.

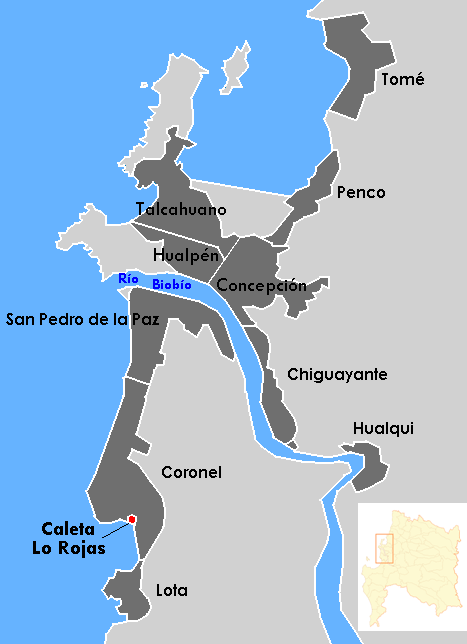
Caleta Lo Rojas (en rojo), Coronel, VIII Región.

## Economía
La actividad económica de esta caleta es la pesca artesanal (pejerrey, palometa, merluza), y la extracción de productos del mar, tales como piures, almejas, cholgas, jaibas, ulte, luga, luche y pelillo.

## Fiesta costumbrista
Cada año, a partir de 2011, la Municipalidad de Coronel en conjunto con agrupaciones vecinales organiza la Fiesta del Pescado Ahumado, una festividad en que se prepara el pescado ahumado más largo del país.

## Controversias
La historia de la caleta Lo Rojas ha estado marcada por continuas manifestaciones y protestas de los pescadores de la zona, entre otras razones por el masivo varamiento de peces, langostinos y jaibas, que lo atribuyen a los desechos que empresas termoeléctricas lanzan al mar, como Colbún y Endesa.